# 黄花滇紫草
黄花滇紫草（学名：[Onosma gmelinii] 错误：{{Lang}}：文本有斜体标记（帮助））是紫草科滇紫草属的植物。分布于俄罗斯以及中国大陆的新疆等地，生长于海拔1,200米的地区，多生于干旱多石山坡，目前尚未由人工引种栽培。